# 제니 실프베리엘름
제니 실프베리엘름(Jennie Silfverhjelm, 1979년 12월 15일 ~ )은 스웨덴의 배우이다.